# 民主ロシア
民主ロシア（ロシア語: Демократическая Россия）は、ロシアにおける政治運動体、選挙ブロック、政党。
1. 1990年ロシア共和国人民代議員大会選挙時に結成された選挙ブロック。急進改革派が結集した。指導者はガヴリール・ポポフ（のちのモスクワ市長）、ニコライ・トラフキン（ロシア民主党党首）、セルゲイ・スタンケーヴィチ、ユーリ・アファナーシェフなど。
2. ロシア人民代議員大会および最高会議内の代議員ブロック（院内会派）。参加人数は約400名。
3. 1990年から1993年までロシア人民代議員大会に存在した院内会派。
4. 1991年に結成された政治運動体。1993年結成されたロシアの選択に合流。指導者は、レフ・ポノマリョフ。
5. 1994年から2000年まで存在した政党。共同議長は、ガリーナ・スタロヴォイトワ、ユーリ・リャバコフ。のちに右派勢力同盟に合流した。